# Pseudoscorpionida
Pseudoscorpionida (ou Pseudoscorpiones, como cientificamente é denominado hoje), popularmente conhecidos como falso-escorpiões, pseudoescorpiões, escorpiões de livro, é uma ordem de aracnídeos. O grupo inclui mais de 3300 espécies descritas. É um grupo muito comum no ambiente mas difícil de ser observado por se esconder na serrapilheira (manta morta) e apresentar tamanho diminuto.

## Etimologia
O nome da ordem Pseudoescorpiones resulta da fusão do prefixo pseudo, que significa falso ou parecido, com a palavra escorpião, outra ordem de artrópodes.

## Morfologia
Os pseudoescorpiões são pequenos, apresentam em média tamanho entre 2 a 6 mm e raramente são maiores do que 7 mm. Exteriormente são bastante semelhantes aos escorpiões, principalmente pelos pedipalpos quelados, porém não apresentam metassoma, o aguilhão e nem os pentes.
Estão presentes nos pseudo-escorpiões: prossoma, opistossoma, quelíceras, pedipalpos quelados, quatro pares de apêndices locomotores e olhos.

### Prossoma
O prossoma é coberto dorsalmente por uma carapaça grossa, indivisa e lateralmente por uma membrana pleural fina. Do prossoma partem os pedipalpos e quatro pares de pernas locomotoras, onde as coxas das quatro pernas fazem o revestimento ventral do prossoma, tornando-se uma substituição dos esternitos ausentes nos pseudo-escorpiões, sendo que no ultimo par de coxas está presente o nefridióporo. A coxa do pedipalpo forma o chão da cavidade pré-oral.

### Opistossoma
O opistossoma dos pseudoescorpiões não presenta apêndices locomotores. Os tergitos são circundados por um exoesqueleto flexível e não esclerotizado. Diferentemente do prossoma (em que é ausente), o opistossoma apresenta 11 esternitos grandes, sendo que o seguimento 1 não apresenta esternito. No opistossoma está presente o opérculo genital (formado pela fusão dos esternitos 1 e 2), e está localizado também o par de espiráculos (abertura do sistema respiratório do animal).

### Quelíceras
As quelíceras são curtas e queladas, onde nessas, estão presentes fiandeiras responsáveis pela produção de seda (deferente das aranhas onde as fiandeiras estão localizadas na posição terminal do opistossoma),as quelíceras também são utilizadas pelo animal para mastigar a presa ou simplesmente abrir um buraco para a introdução de enzimas

### Pedipalpos
Os pedipalpos encontram-se no prossoma, na posição do primeiro par de apêndices, e são grandes e bem notáveis. Cada pedipalpo é composto por seis artículos sendo que os últimos dois artículos formam uma quela, que apesar de se assemelhar com as dos escorpiões, é uma convergência evolutiva. Nelas estão presente glândulas de veneno que se abrem em poros nas pontas. Nos pedipalpos também estão presentes tricobótrios (estruturas sensoriais). Os pedipalpos também tem a função de capturar e matar o alimento, construir ninhos, fazer a corte e lutar.

### Olhos
Normalmente estão presentes um ou dois pares de olhos brancos pequenos e laterais nos ângulos ântero-laterais da região dorsal da carapaça, que podem ser compostos. Pseudoescorpiões podem possuir ocelos (que apenas detectam variações de luminosidade), ou então podem ser cegos.

## Fisiologia

### Respiração
Os pseudoescorpiões apresentam traqueias que se abrem no opistossoma (espiráculo). O par das traqueias se estende anteriormente dentro do prossoma. Em muitas espécies os espiráculos se tornaram separados dos esternitos e formam placas independentes denominadas placas estigmáticas. Cada espiráculo é uma abertura que pode ser aberta e fechada por músculos.

### Órgãos sensoriais
Nos pseudoescorpiões estão presentes diversas cerdas responsáveis pela percepção nas variações do ambiente, como variação mecânica (vento e tato) e química. Essas cerdas estão dispostas principalmente sobre os apêndices locomotores e sobre os pedipalpos, sendo que as mais importantes são os tricobótrios.

## Comportamento
Pseudoescorpiões são predadores e se alimentam de pequenos artrópodes (colêmbolos, larvas de insetos, ácaros, formigas, aranhas e outros pequenos animais terrestres). Capturam suas presas com as quelíceras e injetam veneno antes de ingeri-los. Geralmente não são canibalisticos, exceto quando senis ou quando famintos.
Apresentam movimentação similar à das aranhas e escorpiões, com pernas alternadas se movimentando simultaneamente. Surpreendentemente, conseguem andar para trás de maneira altamente eficiente, por vezes mais rápido do que para frente, comportamento que apresentam se perturbados. 
Produzem seda, que pode ser utilizada para preencher frestas na preparação de ninhos, para ovoposição ou para hibernarem durante o inverno.
Locomovem-se "pegando carona" (um comportamento conhecido como forésia) em outros animais, principalmente grandes coleópteros (besouros), dípteros (moscas), lepidópteros(mariposas), e até mesmo em alguns vertebrados, como roedores, aves e morcegos. Desta forma, são capazes de migrar longas distâncias, compensando seu pequeno tamanho. Este comportamento provavelmente se originou de hábitos predatoriais, sendo que as moscas que portam pseudoescorpiões por vezes acabam morrendo devido ao seu veneno e sendo predadas, apesar de tipicamente isso não ocorrer.
Pseudoescorpiões possuem o hábito de se limpar com frequência, principalmente após refeições, comportamento denominado “grooming”

## Reprodução
Esse grupo se reproduz de maneira semelhante aos escorpiões. Os machos de pseudoescorpiões pressionam o seu gonóporo no chão em seguida levantam o seu corpo, depositando assim o seu espermatóforo no chão. O espermatóforo tem um aspecto de haste longa e fina com uma parte levemente arredondada na ponta. A fêmea, então, se posiciona acima do espermatóforo ou é posicionada pelo macho por uma espécie de uma dança (corte) em que o indivíduo masculino segura a fêmea com seus pedipalpos e após diversos movimentos posiciona a parceira no local de seus gametas. Ela, por sua vez, recolhe o esperma e o armazena, sendo que a fecundação de fato só ocorre na oviposição algum tempo depois. Os pseudoescorpiões são vivíparos. Uma fêmea produz uma bolsa membranosa (denominada de saco de cria), que permanece aderida à sua abertura genital, e deposita 2 a 50 embriões em seu interior. A fêmea também constrói um ninho com seda onde ela vai se esconderá até os filhotes atingirem o primeiro instar (protoninfa). Depois ela abandona o ninho, mas os filhotes continuam no saco de cria até o terceiro instar (tritoninfa). Os jovens são semelhantes aos adultos e passam por três instares (protoninfa, deutoninfa e tritoninfa) até atingirem a fase de adulto, onde não sofrem mais mudanças e já estão maduros para reprodução. O processo todo de desenvolvimento leva em torno de um ano ou menos e os indivíduos chegam a viver ate 5 anos.

## Distribuição geográfica e ambientes de ocorrência
A maioria das espécies de pseudoescorpiões ocorre nos trópicos e subtrópicos, porem existem espécies de zonas temperadas e algumas espécies (espécimes do genero Neobisum, por exemplo) podem ser encontradas no circulo polar. Existem espécies cosmopolitas, porém, estas estão associadas ao homem, sendo que geralmente ficam limitadas regionalmente.
Os pseudoescorpiões são costumam ser dependentes de frestas, que habitam durante a maior parte do tempo. Estas frestas podem ser cascas de árvores, folhiço, ninhos de pássaros, paredes de cavernas, e inclusive podem ser encontradas em frestas de construções e bibliotecas. Como ressecam com facilidade, geralmente preferem ambientes com alta umidade, ainda que existam algumas exceções. Esse hábito de permanecer entocado, aliado ao seu tamanho diminuto, explicam o porquê de serem altamente comuns e raramente vistos.

## Taxonomia
O grupo pseudoescorpiones é bem homogêneo e era colocado como próximo ao grupo Solifugae por analises filogenéticas, porém hoje em dia analises moleculares contestam essa hipótese. Atualmente O grupo inclui mais de 3300 espécies descritas, com 247 existentes no Brasil e 70 espécies na Argentina. O grupo dos Pseudoscorpiones possui grande quantidade de material neotropical ainda por estudar nos museus latinoamericanos. A ordem Pseudoscorpiones inclui as seguintes subordens e famílias (os números entre parêntesis indicam os generos e as espécies de cada táxon):1 táxon):
Subordem Epiocheirata
Superfamília Chthonioidea
Família Chthoniidae (31 - 605)
Família Dracochelidae† (1 espécie fóssil do Devónico)
Família Lechytiidae (1 - 22)
Família Tridenchthoniidae (17 - 68)
Superfamília Feaelloidea
Família Feaellidae (1 - 12)
Família Pseudogarypidae (2 - 7)
Subordem Iocheirata
Infraordem Hemictenata
Superfamília Neobisioidea
Família Bochicidae (10 - 38)
Família Gymnobisiidae (4 - 11)
Família Hyidae (3 - 9)
Família Ideoroncidae (9 - 53)
Família Neobisiidae (34 - 498)
Família Parahyidae (1 - 1)
Família Syarinidae (16 - 93)
Infraordem Panctenata
Grupo Elassommatina
Superfamília Cheliferoidea (224 - 1.261)
Família Atemnidae (19 - 172)
Família Cheliferidae (59 - 292)
Família Chernetidae (112 - 643)
Família Withiidae (34 - 154)
Superfamília Sternophoroidea
Família Sternophoridae (3 - 20)
Grupo Mestommatina
Superfamília Garypoidea
Família Cheiridiidae (6 - 69)
Família Garypidae (10 - 74)
Família Geogarypidae (3 - 61)
Família Larcidae (2 - 13)
Família Pseudochiridiidae (2 - 12)
Superfamília Olpioidea
Família Menthidae (4 - 8)
Família Olpiidae (53 - 329)
- incertae sedis

Megathis Stecker, 1875 (nomen dubium, 2 espécies)

## Métodos de coleta de pseudo-escorpiões
Existem diversos métodos de coleta para artrópodes, como guarda-chuva entomológico, coleta ativa, pitfall-trap, rede de varredura, porém o método mais eficiente de coleta para a captura de pseudoescorpiões é o winkler, por conta do local onde vivem (serapilheira). 